# メンフクロウ
メンフクロウ（面梟、学名：Tyto alba） は、フクロウ目メンフクロウ科に分類される鳥類の一種。

## 概要
メンフクロウは、最も生息域の広いフクロウ目の種であり、あらゆる鳥類の中でも生息域が最も広い鳥の1つとされている。この鳥は現生するフクロウ目の主要な2系統の1つ（もう1つの典型がフクロウ科）を形成している。実際、メンフクロウは世界のほぼあらゆる地域で発見されている。
系統学の証拠は、少なくとも主要な3系統のメンフクロウがいることを示している。そのため一部の学識者は、ヨーロッパ・西アジア・アフリカに生息するセイヨウメンフクロウ(en)、アメリカ大陸に生息するアメリカメンフクロウ(en)、そして東南アジアとオーストラレーシアに生息するトウヨウメンフクロウ(en)とにグループを分けている。また分類学の一部学識者は同グループをさらに分けた最大5種を認識しており、その地位を明確にするためさらなる研究を行う必要があるという。 
約28種におよぶ亜種の大きさや色にはバリエーションがかなりあるものの、大半は全長が33-39cm、翼開長が80-95cmの間である。頭と背中の羽毛については斑点があるくすんだ灰色か茶色で、腹部は白から茶色までとバラエティに富んでおり黒い斑点も散見される。顔は特徴的なハート型で大部分の亜種が白色である。このフクロウはホーホーと鳴くのではなく、耳をつんざくほど甲高い声を長々と不気味に発する。
メンフクロウは種族の大半が夜行性だが、イギリスや太平洋の島々では日中に狩りをする。メンフクロウは地上動物の狩猟に特化しており、ほぼ全ての食餌がげっ歯類などの小型哺乳類からなる。聴覚が非常に鋭敏なのでそれら捕食物を音によって特定する。通常彼らは番いの片方が死ぬまで一生添い遂げ、パートナーが死んだ場合には新たな番いの絆を作ることもある。繁殖は地域に応じて様々な時期に行われ、樹木の空洞、古い建物、崖の裂け目にある巣の中に平均約4個の卵を産む。メスは全ての抱卵を行い、メスと若雛は食事をオスに依存する。沢山の餌が容易に入手できる場合、メンフクロウの個体数は急速に拡大する可能性があり、世界的に見てこの鳥は保全上の低危険種と考えられている。 範囲が限定的な一部の亜種にはもっと絶滅の恐れに瀕しているものもいる。

## 分類と語源
メンフクロウは、イタリアの医師で自然主義者のジョヴァンニ・アントニオ・スコポリによって1769年に自著『Anni Historico-Naturales』の中で初めて記された幾つかの鳥類種の1つであった。彼はそれにStrix albaという学名をつけた。より多くのフクロウ種族が記述されるに従い、属名Strixは典型的なフクロウ科のフクロウ属にのみ使用されるようになり、メンフクロウはメンフクロウ科のTyto albaになった。これは古代ギリシャ語のTyto (τυτώ)に由来しており意味は「フクロウ」、そしてalbaはラテン語の「白」、したがって学名は文字通りだと「白いフクロウ」を意味する。
日本では顔のお面のような特徴から「メンフクロウ」と呼ばれるが、英語では彼らが納屋のような建物に営巣することから「Barn Owl（納屋のフクロウ）」と呼ばれる。なお、特に英国とインドではこの鳥のつんざくような鳴き声から「screech owl（金切り声のフクロウ）」とも呼ばれる 。
ハイガオメンフクロウ(T. glaucops) は一時的にメンフクロウに入れられていたが、小アンティル諸島からの個体群が今も生息することが数名の学識者によって確認されている。DNAの証拠に基づきKönig,Weick＆Becking(2009)はアメリカメンフクロウ(T. furcata)とキュラソーメンフクロウ(T. bargei)を別種だと認識した。幾つかの島の亜種は時に別種として扱われており、メンフクロウの生物系統地理学のさらなる研究が必要である。ブルースの研究によれば「この集団全体の評価が長い間停滞している」という。ミトコンドリアDNAの分子解析では、この種がOld World albaとNew World furcataという2つの系統群に分かれたことが示されている。
メンフクロウは、フクロウ科のいずれの種よりも広く分布している。長年にわたり多くの亜種が提案されているが、その幾つかは一般的により明確な個体群の間にある移行段階だと考えられている。通常は20から30種が認識されており、主に体格、大きさ、色が異なっている。島に生息するメンフクロウの形態はほとんどが大陸のものよりも小さく、森林に生息するものは開けた草原に存在するものよりも羽毛が暗い色で翼が短い。メンフクロウの色は、ベージュ＆白から黒＆茶に近い色まで幅がある。
ブルース著『Handbook of Birds of the World, Volume 5: Barn-owls to Hummingbirds』には、次の亜種がリスト掲載されている。（注:説明文に度々出てくるバフは野鳥の体色説明でよく使われる用語で、イメージ的には「黄土色」のこと。）
| 亜種の学名                                 | 説明文 | 分布域 | シノニム |
| ------------------------------------------ | --- | --- | --- |
| T. a. alba (Scopoli, 1769)                 | 背面は灰色と明るいバフ (色) 。 腹部は白で黒い点はほとんど無い。しばしばオスは全く斑点が無いように見える                                                 | 西ヨーロッパはブリテン諸島から南はマグリブまで、そして地中海沿岸地域沿いは北がトルコ北西部、南はナイル川で上流のスーダン北東部に至る地域。 また、ニジェールのアイル山地、地中海のバレアレス諸島とシチリア島、およびカナリア諸島西部（エルイエロ島、ラ・ゴメラ島、ラ・パルマ島、グラン・カナリア島、テネリフェ島）。guttataと分布が混ざる地域は バルカン半島からハンガリーおよびライン川とムーズ川下流の沿岸。affinisと混ざる地域はエジプト=スーダン間の国境周辺。 | いわゆる「メンフクロウ」-ほか hostilis, kirchhoffi, kleinschmidti, pusillusなど。 アフリカの個体群はerlangeriとされる場合もある。 |
| T. a. furcata (Temminck, 1827)             | 大型。背面は淡いオレンジがかったバフと茶色がかった灰色で、腹部は斑点の少ない白系。顔は白。                                                              | キューバ、ジャマイカ、ケイマン諸島（生息は稀で、グランドケイマンでは絶滅した可能性あり）。 | 「カリブメンフクロウ」 -ほかniveicaudaを含む場合あり。                                                                            |
| T. a. tuidara (J.E. Gray, 1829)            | 背面は灰色とオレンジがかったバフ。腹部は斑点のほとんどない白系の明るいバフ。顔は白。淡い色調が旧世界のguttataに似ている。                               | アンデス山脈東部の南米の低地およびアマゾン川の南側はティエラ・デル・フエゴまでの全域。フォークランド諸島にも生息。 | hauchecorneiなど。hellmayriもありうる。                                                                                           |
| T. a. guttata (C. L. Brehm, 1831)          | 背面はalbaよりも灰色。腹部は暗い斑点が若干（albaよりも多い）ある赤茶けたバフ。顔は白系。メスはオスよりも平均的に赤みが少ない。                          | アルプス山脈北部の中央ヨーロッパではライン川からラトビア、リトアニア、ウクライナまで、南へはルーマニア、ギリシャ北東部、バルカン半島南部まで。その範囲の西側境界でalbaと混ざる。 | rhenanaなど。 |
| T. a. pratincola (Bonaparte, 1838)         | 大型。背面は灰色とオレンジがかったバフ。腹部は斑点の多い白系の明るいバフ。顔は白。淡い色調が旧世界のguttataに似ているが、一般的に腹部の斑点がより多い。 | 北米はカナダ南部から南にメキシコ中部、バミューダ諸島、バハマ、イスパニョーラ島まで。ロード・ハウ島（現在は絶滅）と1958年にはハワイに持ち込まれた。 | 「北アメリカメンフクロウ」- lucayanaなど。bondi, guatemalae, subandeanaを含む場合あり。                                           |
| T. a. punctatissima (G. R. Grey, 1838)     | 小型。背面は、暗く灰色がかった茶色に白い斑点部分が目立つ。腹部は白から黄金系のバフに、茶色の虫食いや細密な斑点の鮮明なパターンがある。                  | 「ガラパゴスメンフクロウ」-ガラパゴス諸島の固有種。 | たまに別種と見なされる。 |
| T. a. poensis (Fraser, 1842)               | 背面は非常に大胆な金がかった茶色と灰色のパターン。腹部は広範囲の斑点がある明るいバフ。顔は白。                                                          | affinisと同一でないとすれば、ビオコ島の固有種。 | |
| T. a. thomensis (Hartlaub, 1852)           | やや小型。背面は大胆なパターンの暗い茶色がかった灰色で、風切羽や尾羽に明るい茶色の帯がある。腹部は広範囲の斑点がある金がかった茶色。顔はバフ。          | サントメ島の固有種。プリンシペ島由来との記録は誤り。 | 「サントメメンフクロウ」-たまに別種と見なされる。                                                                                 |
| T. a. affinis (Blyth, 1862)                | poensisと似ているが、恐らく平均的により明るい。背面はだいぶ灰色。腹部は広範囲の斑点がある明るいバフ。顔は白。                                           | コモロ、マダガスカル、ペンバ島、ウングジャ島を含むサハラ以南のアフリカ。セイシェルに持ち込まれた。エジプトとスーダンの国境周辺はalbaと混ざる。 | hypermetraなど。poensisと別種かは疑わしい。                                                                                       |
| T. a. guatemalae (Ridgway, 1874)           | pratincolaを暗くした色に似ている。背面の灰色は薄く、腹部の斑点がより粗い。                                                                              | グアテマラまたはメキシコ南部から中米を通ってパナマまたはコロンビア北部、ペルラス諸島まで。 | subandeanaなど。pratincolaと別種かは疑わしい。                                                                                    |
| T. a. bargei (Hartert, 1892)               | albaと似ているが、より小型で明らかに翼が短い。 | 「キュラソーメンフクロウ」- 西インド諸島にあるキュラソー島および恐らくボネール島の固有種。 | たまに別種と見なされる。 |
| T. a. contempta (Hartert, 1898)            | 上はほぼ黒で暗い灰色が若干あり、斑点の白い部分が目立つ。 下は赤茶色。                                                                                   | アンデス北東部のベネズエラ西部からコロンビア東部にかけて（コルディエラ・セントラル山脈およびコルディエラ・オクシデンタル山脈では珍しい）南はペルーまで。 | sticticaなど。 |
| T. a. schmitzi (Hartert, 1900)             | 小型。guttataに似ているが、胸部が明るいバフ。 | 大西洋東部のマデイラ諸島およびポルト・サント島の固有種。 | |
| T. a. ernesti (Kleinschmidt, 1901)         | albaに似ているが、胸部が斑点の無い純粋な白である。 | 地中海のコルシカ島およびサルデーニャ島の固有種。 | |
| T. a. gracilirostris (Hartert, 1905)       | 小型。schmitziに似ているが、胸部はもっと暗くてguttata寄り。顔は明るいバフ。                                                                             | 「カナリアメンフクロウ」-東カナリア諸島の固有種（チニジョ諸島、フェルテベントゥラ島、ランサローテ島。おそらく以前はロボス島にも生息していた）。 | |
| T. a. detorta (Hartert, 1913)              | guttataに似ているが赤みが少ない。顔はバフ。 | カーボベルデ諸島の固有種。 | 「カーボベルデメンフクロウ」-たまに別種だと見なされる。                                                                           |
| T. a. erlangeri (W. L. Sclater, 1921)      | ernestiに似ているが、背面がより明るく黄色がかっている。                                                                                                 | クレタ島およびエーゲ海諸島 南部からキプロスまで。アラビア半島沿岸を含めた中近東は、南にはシナイ半島まで、東にはイラン南西部まで。 | albaに割り振られたアフリカの個体群を含む場合もある。                                                                              |
| T. a. hellmayri (Griscom & Greenway, 1937) | tuidaraに似ているが、もっと大型。 | 南アメリカ北東部の低地でベネズエラ東部から南にアマゾン川まで。 | tuidaraと別種かは疑わしい。 |
| T. a. bondi (Parks & Phillips, 1978)       | pratincolaと似ているが、平均的により小型で淡い色。 | バイア諸島のロアタン島およびグアナハ島の固有種。 | pratincolaと別種かは疑わしい。 |
| T. a. niveicauda (Parks & Phillips, 1978)  | 大型。furcataと似ているが一般的により淡い色調。旧世界のalbaにも類似。                                                                                   | 青年の島の固有種。 | furcataと別種かは疑わしい。 |

## 形態

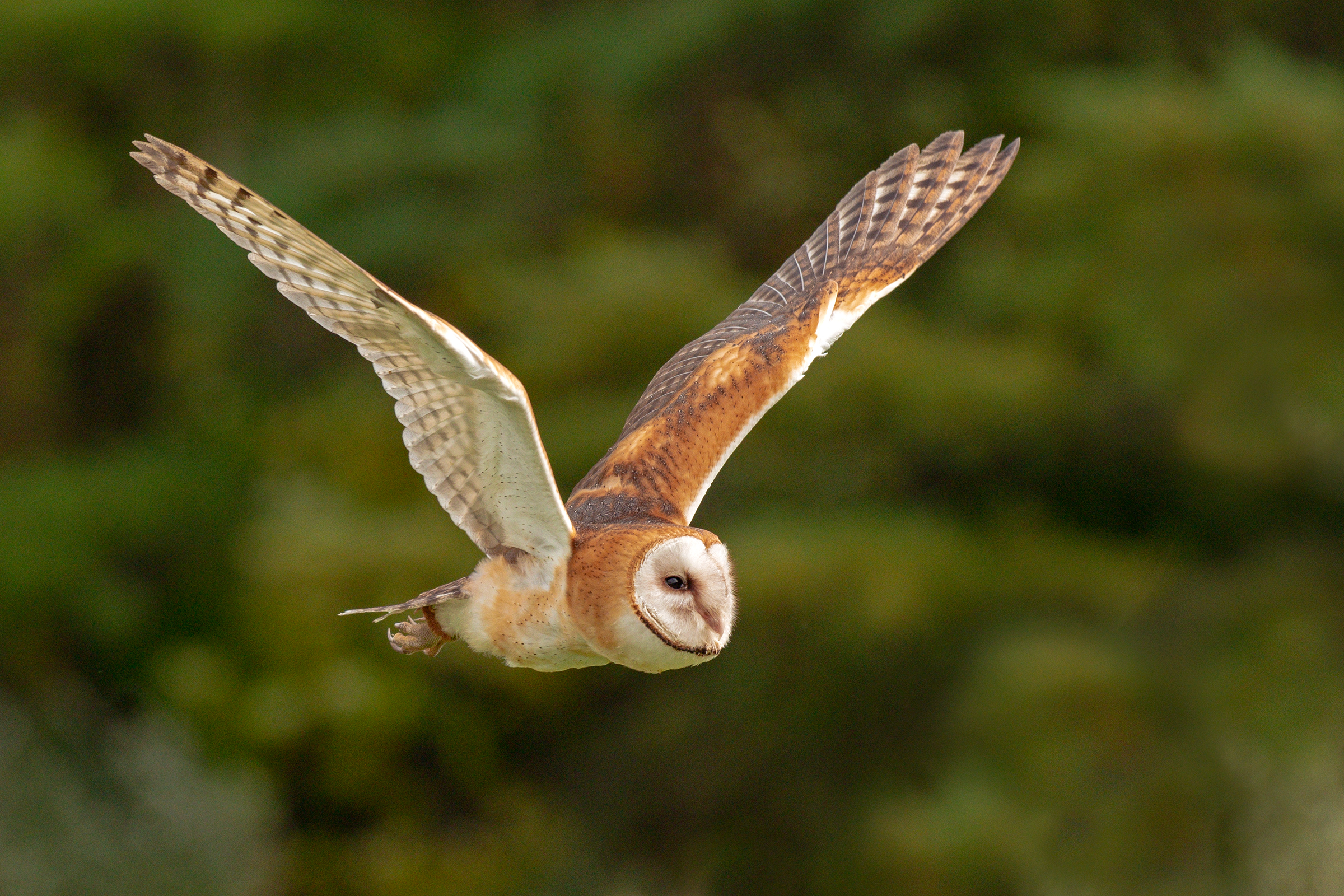
飛行中のメンフクロウ

メンフクロウは、長い翼と短い角張った尾を持つ、中型の淡い色のフクロウである。亜種では大きさのバリエーションが相当あり、典型的な全長は約33-39cmだが、種全体では29-44cmの範囲に及ぶ。メンフクロウの典型的な翼幅は約80-95cm、全体では68-105cmの範囲である。成鳥の体重も幅があり、ガラパゴスメンフクロウのオス(T. a. punctatissima)は平均で約260g、オーストラリアメンフクロウ(T. javanica)は平均555gである。既知のメンフクロウ種全ての体重範囲は224-710gである。
一般に小島に生息するフクロウはより小さくて軽いが、これは恐らく昆虫の捕食依存度が高く、機動性がより必要とされるためである。ただし、メンフクロウ最大の体格を持つ、キューバやジャマイカ生息のアメリカメンフクロウ(T. a. furcata)も島の生息種である（とはいえ、より大型の捕食物や餌の資源を奪い合う大型フクロウが生息する、より巨大な島で発見されてはいるが）。空中で見た時、尾の形はメンフクロウと典型的なフクロウとを区別する手段になる。他の際立った特徴は、うねっていく飛行パターンや体を揺らす行為、羽の付いた脚である。 ハート型をした白い顔と黒い目は鳥として独特の外観を与え、まるで大きすぎる白いお面のようであり、くちばし上部にある羽毛の畝（黒目の間にある斜めに入ったスリット）は鼻にも若干似ている。
メンフクロウの大部分の亜種において、頭部と上半身は一般的に薄茶色から灰色の濃淡（特に額と背中）まで多種多様である。風切羽と尾羽（暗い帯がある薄茶色）を除けば、全てに黒と白の細かい斑点がある。ハート型の顔は通常明るい白だが、一部の亜種では茶色である。左耳は垂直の平面で目のわずか上にあり、右耳は目のわずか下にある。 顔に関して耳羽の向きも耳間で異なり、約15°の差異がある。ふ蹠(en)羽を含む足部は、亜種によって白から赤みがある色までばらつきがあり、模様はほぼ無いか若しくは小さい黒茶色の斑点が幾つもある。少なくともヨーロッパ大陸の個体群では、斑点の多いメスの方がより単色の鳥よりも健康であることが判明している（対照的に、亜種により斑点が異なるオスではこれが当てはまらない）。嘴は一般的な羽の色彩に対応して、白っぽいものから暗い色まで様々あり、虹彩は黒褐色である。足は、嘴と同様に、ピンクから暗いピンクがかった灰色までと様々で、爪は黒である。

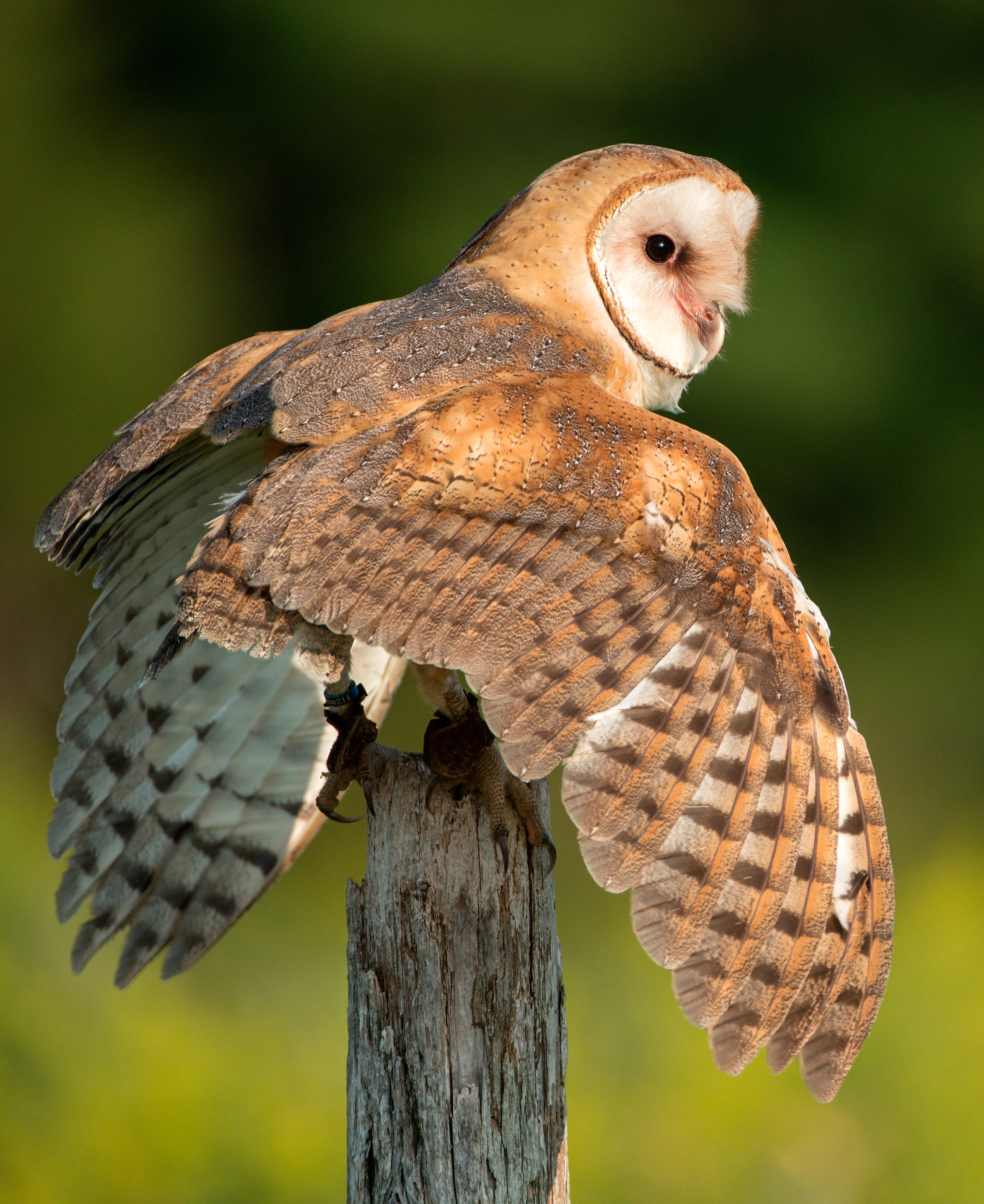
メンフクロウの翼と尾羽の様子。カナダ

平均してどの個体群でも、オスは腹部の斑点が少なくてメスよりも淡い色の傾向がある。またメスの方が大きくて強く、メスで体重550gを超えるメンフクロウの大型亜種もおり、オスは一般的に10%ほど軽量である。生まれたての雛は白い羽毛で覆われているが、顔のハート型盤面は孵化の後すぐに視認できるようになる。
一般的な思い込みに反して、メンフクロウがホーホーと鳴くことはない（こうした鳴き声は、モリフクロウやフクロウ属にいる他の典型的なフクロウによって行われる）。その代わりにメンフクロウが出すのは特徴的な金切り声で、近距離では人間の聴覚に痛みを伴うほどであり、長く延々と続く不気味な叫び声である。求愛中のオスは甲高いさえずりをする。邪魔されると、老若に関係なく蛇のようなシューッという音を立てて威嚇する。他の鳴き声としては、快楽を示して喉を鳴らすチュッチュッや、モリフクロウの発声の1つに似た「ケーヤック」 がある。捕獲されそうになったり追い詰められると、メンフクロウは体を反らせて鋭い爪足で揺れ動くという印象的な防御威嚇を行う。そうした状況では、恐らく嘴か舌によって発される、耳障りなガリガリ音あるいはカチカチッという音を発する場合がある 

## 分布

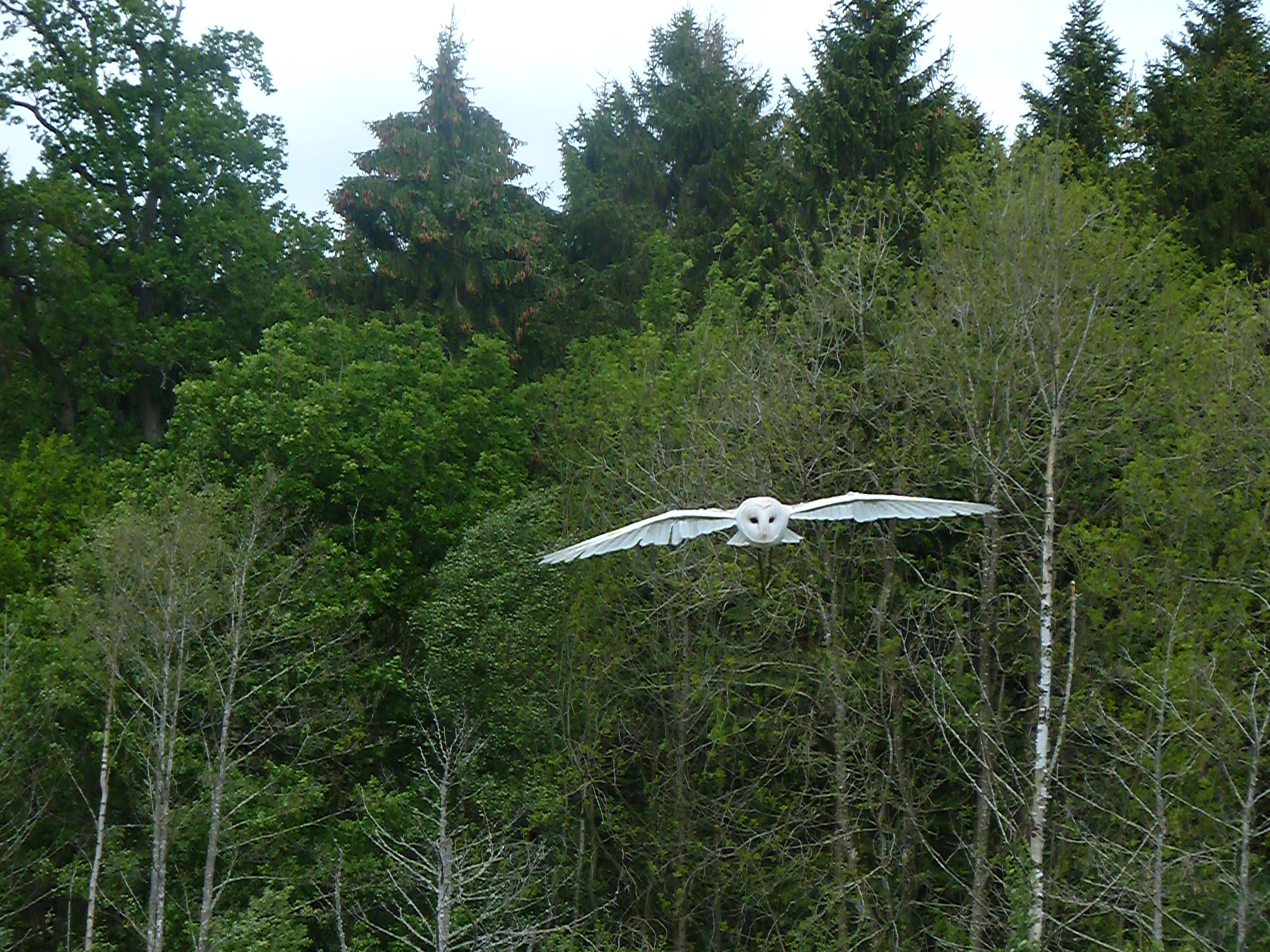
飛行中のメンフクロウ

メンフクロウは、南極大陸を除くすべての大陸に存在する、世界で最も広範囲に生息する陸鳥である。その範囲は、ヨーロッパ全域（フェノスカンジアとマルタを除く）、サハラを除くアフリカの大部分、インド亜大陸、東南アジア、オーストラリア、多くの太平洋諸島、北中米および南米大陸などである。一般に定住性だと考えられており、実際のところ特定の場所に居住している個体の多くは、付近でより良い採餌エリアが空いてもその場に留まっている。ブリテン諸島では、若い個体が主に河川敷に沿って分布していると見られ、出生地点からの平均移動距離は約9kmである。
ヨーロッパ大陸では移動距離がもっと大きく一般に50-100kmの間だが、例外的にオランダからの標識鳥は移動が1,500kmにも及び、スペインやウクライナにまで到達している。アメリカ合衆国では、飛行分布が一般的に80-320kmの距離にわたっており、最も移動する個体は出発点から約1,760kmに及ぶ。アフリカ大陸における移動では、セネガンビアからシエラレオネまで1,000kmに及び、南アフリカ地域では最大579kmである。オーストラリアでは、乾季には北海岸に向かって鳥が移動して雨季には南に移動するが、げっ歯類の伝染病に関連して漂泊するような移動もある。これらの鳥の一部は時々ノーフォーク島やニュージーランドにも現れ、海を渡ることも彼らの能力にあることが示されている。2008年、ニュージーランドにてメンフクロウが繁殖したことが初めて記録された。メンフクロウは、げっ歯類を制御するためにハワイのカウアイ島に持ち込まれたが、そこでは在来鳥を捕食することも判明することとなった。

## 行動と生態

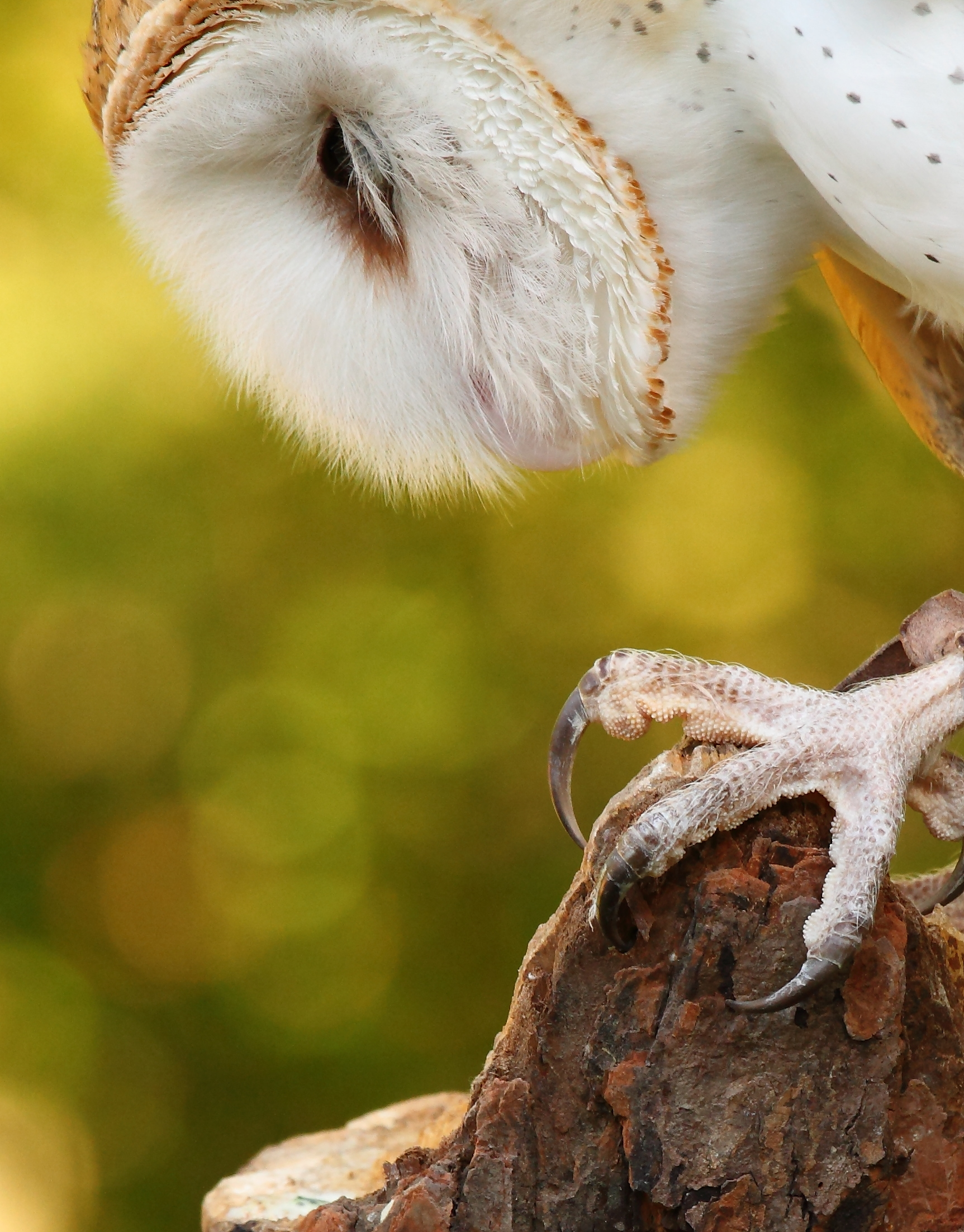
メンフクロウの爪

大半のフクロウと同じく夜行性で、完全な暗闇で狩りをする時は鋭い聴覚に頼っている。夕暮れの少し前に活動的になることが多く、日中ではねぐらの地点から別の場所に移動するときに見ることもできる。英国や様々な太平洋諸島上や恐らく他の場所でも、日中に狩りをすることがある。この習性は、日光の下でフクロウが出現した時に、他の鳥に襲われるか否かに依存する。しかし英国では、カササギ、ミヤマガラス、ユリカモメなどの鳥に襲われても日中に狩りを続けるものが一部存在し、そうした日中の行動は恐らく昨晩が雨で狩りが困難になった時に発生している。対照的に、南ヨーロッパと熱帯地方ではこの鳥はもっぱら夜行性であり、日中に狩りをする少数のメンフクロウは（他の鳥から）ひどくモビングされるようである。
メンフクロウには特に縄張り意識がないが、採餌する範囲となる行動圏がある。スコットランドにいるオスだと営巣地点から半径約1kmで、平均の広さは約300ヘクタールである。メスの行動圏は仲間達のそれとおおむね一致する。繁殖期を除いて、オスとメスは通常ねぐらが別々で、それぞれが日中に自分自身を隠すためのお気に入り場所を3つほど持っており、夜間でも短時間そこを訪れる。ねぐらの場所としては、木の穴、崖の裂け目、使われなくなった建物、煙突、干し草などが含まれ、営巣地（抱卵や雛の養育用）に比べて小さいことも多い。繁殖期が近づくと、この鳥は選んだ巣の近くに戻って、そこをねぐらとする。

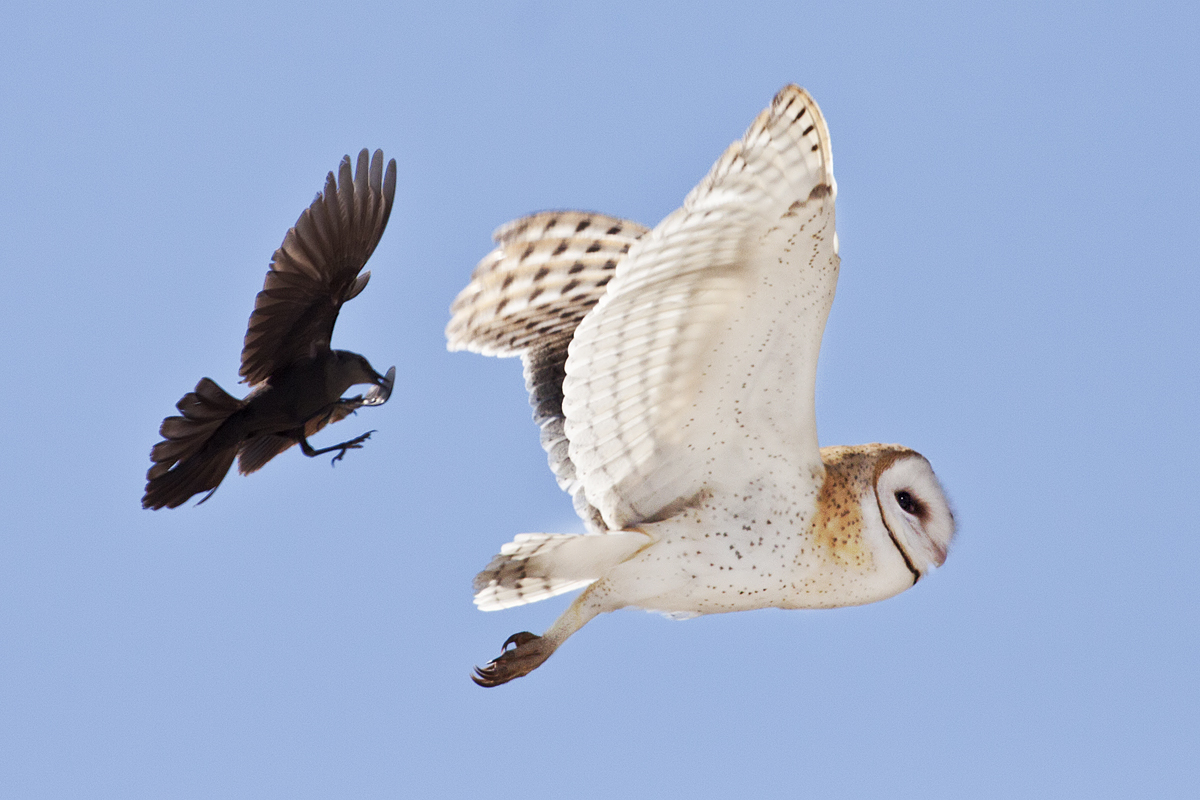
テリムクドリモドキにモビング（疑攻撃）されるメンフクロウ。カリフォルニアにて

メンフクロウは、森林の散在する農地や草原のように開けた土地にいる鳥で、通常は標高2,000m未満にいるが、熱帯地方ではエチオピアの山岳地帯のように標高3,000mにもいる。このフクロウは森の縁沿いや牧草地と隣接する生い茂った草地での狩りを好んで行う。地面を探し回ってうねるように飛行して、潜在的な獲物が発する音に注意を払う。大半のフクロウと同様、メンフクロウは静かに飛行する。風切羽の前縁にある小さなギザギザと後縁に向かう毛のようなフリンジ（ふさ）は、翼の通る気流を分散しやすくしており、それによって乱気流やそれに伴う騒音を減らしている。小羽枝へ向かう毛のような延長は羽に柔らかな感触を与え、羽ばたき中に生じる騒音も最小限に抑える。欧州でも見られるように、行動や生態学上の選好は隣接する亜種間でもわずかに異なる場合があり、それは恐らく南東ヨーロッパの氷河性レフュジアと、イベリア半島または南フランスとで各々が進化した、異所的なものである。

### 食餌と捕食

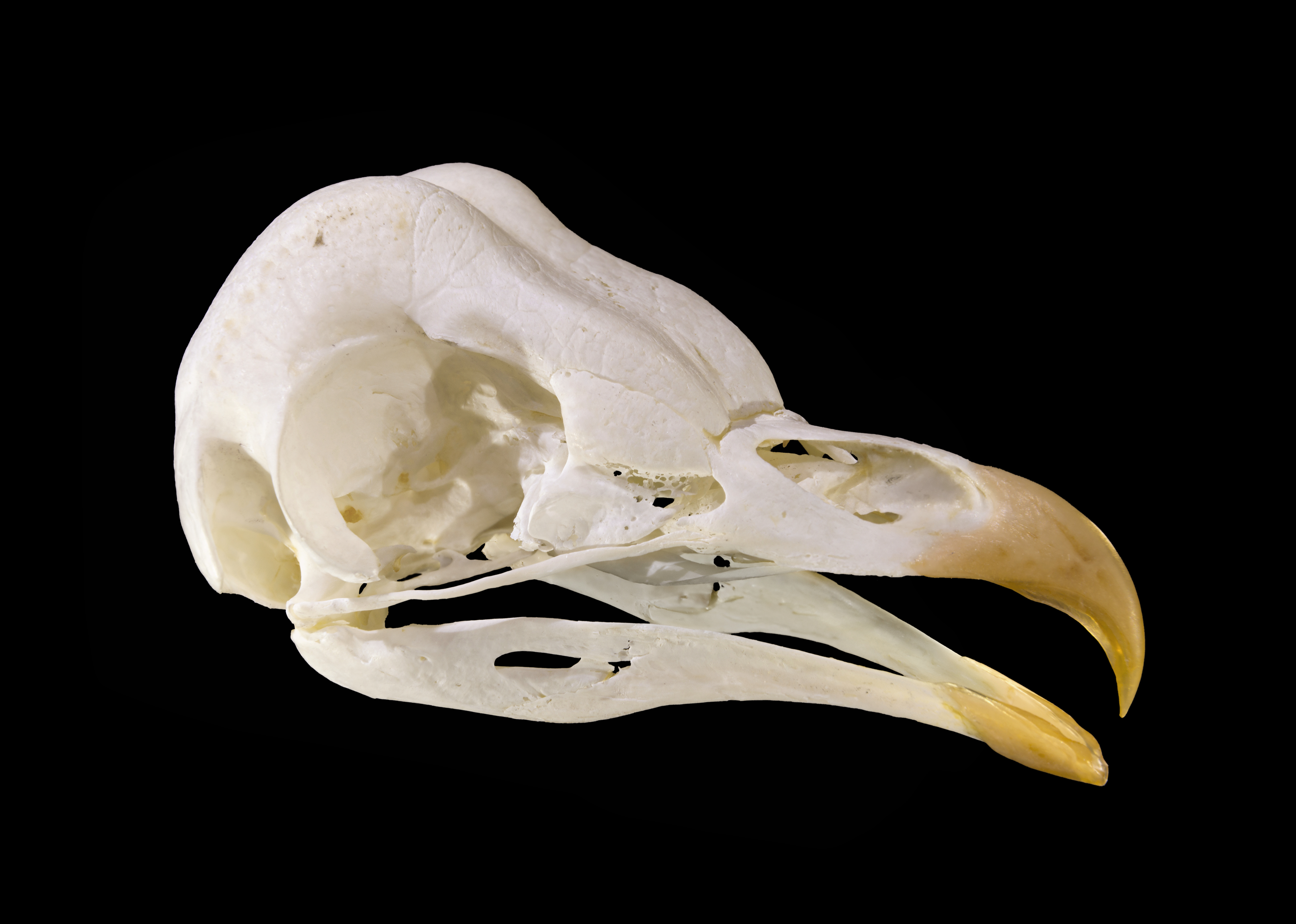
頭蓋骨、強力な嘴が見て取れる

メンフクロウの食餌は多く研究されている。食された物体は、この鳥が吐き戻す未消化ペリットの中から捕食物の断片を特定することで確認することができる。餌の研究はこの鳥の生息域の大部分でなされており、温帯の湿潤地域では捕食物の90％以上が小型哺乳類になる傾向がある一方、暑く乾燥した不毛地域ではその割合が低く、現地の個体数に応じて他の多種多様な生物が食されている。捕食物の大半は陸生だが、トカゲ、両生類、昆虫のほかにコウモリや鳥も捕まえている。 メンフクロウが大量で他の獲物が不足している時でもミミズが消費された様子は見られない。
北米およびヨーロッパの大部分では、ハタネズミの捕食が目立ち、トガリネズミが2番目に一般的な餌の選択である。 クマネズミ属の鼠は、地中海地方、熱帯、亜熱帯、オーストラリアにおける主要な食料となっている。メンフクロウは一般的に植生地域ではより専門的な（ある獲物に特化した）捕食生物であり、乾燥地域ではどんな獲物も捕食する。カーボベルデの島々では、ヤモリが主な餌であり、チドリ、オグロシギ、キョウジョシギ、ハタオリドリ、ツバメチドリなどの鳥で補われており、カリフォルニア沖では若い4羽の群れがコシジロウミツバメを餌に育っていた。アイルランドでは、1950年代にヨーロッパヤチネズミ(en)が偶発的に持ち込まれたことで、メンフクロウの食餌に大きな変化がもたらされた。彼らの範囲が重なる場所では、現在このハタネズミが飛びぬけて大量の獲物になっている。現地で過剰にいる一個体あたり体重数g程度のげっ歯類は、一般的に単一の捕食物として最大の割合を構成する。アメリカ合衆国では、げっ歯類およびその他の小型哺乳類が食餌の95％を占め、世界中でもそれが9割以上の捕食である。
メンフクロウはゆっくりと飛行して地面を探し回り、獲物が隠れていそうな場所でホバリングして狩りを行う。 また、枝やフェンスの支柱、その他見晴らしのいい場所を使って周囲を監視することもある。この鳥は長く広い翼を有するため高い機動力があり、突然向きを変えたりできる。足とつま先は長くて細いため、密な葉の間や雪の下をあさる能力が高く、獲物を攻撃する際に爪同士が大きく広がる。個々のメンフクロウが1晩に1匹以上のハタネズミ（またはその同等物）を食す場合があり、それはこの鳥の体重の約23％に相当することが調査で示されている。過剰な食物はねぐらの場所に貯蔵されることが多く、食物が足りない時に使用できるようになっている。
小さな食餌は通常ぶつ切りに裂かれて骨や毛皮も含め完全に食されるが、ウサギの赤ちゃん、コツメデバネズミ属のデバネズミ、アフリカタテガミネズミ(en)など約100gを超える獲物は通常バラバラにされて食べられない部分は破棄される。たまに想定と違って、メンフクロウは飼いならした動物だと定期的に食べないことがある。地域によっては、捕まえやすさに応じて非げっ歯類の生物を餌にしている。鳥が豊富な島では、メンフクロウは食餌のうち約15-20％を鳥にすることがある一方、草原では群れをなすシロアリやバッタ目を貪り食う。コウモリ、カエル、トカゲやヘビでさえ、マイナーだが捕食物として重要な貢献となる場合がある。 ジャコウネズミのような小さなトガリネズミ目は、非常に重要な二次的捕食物になりうる。
メンフクロウは耳が非対称に配置されており優れた聴力を備えている。これが音の位置および距離を精密に検出するので、この鳥は狩りに視力を必要としていない。顔の円盤はこの検出プロセスで役目を果たしており、襟状の羽毛を取り除いてもメンフクロウは音源を方位角で特定できるものの、仰俯角が特定できないと言う事実が示された。夜行性または薄明薄暮性で狩りをするこの鳥は、獲物を狙って地面に飛び込み、雪、草、茂みを通してその爪で貫通することで、小さな生き物を致命的な精度で捕まえる。 似た大きさの他のフクロウと比較して、メンフクロウは代謝率がはるかに高く、比較的多くの食物を必要とする。対重量で、メンフクロウは他のどの生物よりも多くのげっ歯類（人間からはしばしば厄介者と見なされる）を消費する。 このことは農業にとって、メンフクロウを最も経済的に価値のある野生動物の1つにしている。農民は、げっ歯類の害を抑えるのにこのフクロウが毒よりも効果的だと知っていることも多く、彼らは営巣地を提供することでメンフクロウの生息を後押ししたりもする。

### 繁殖

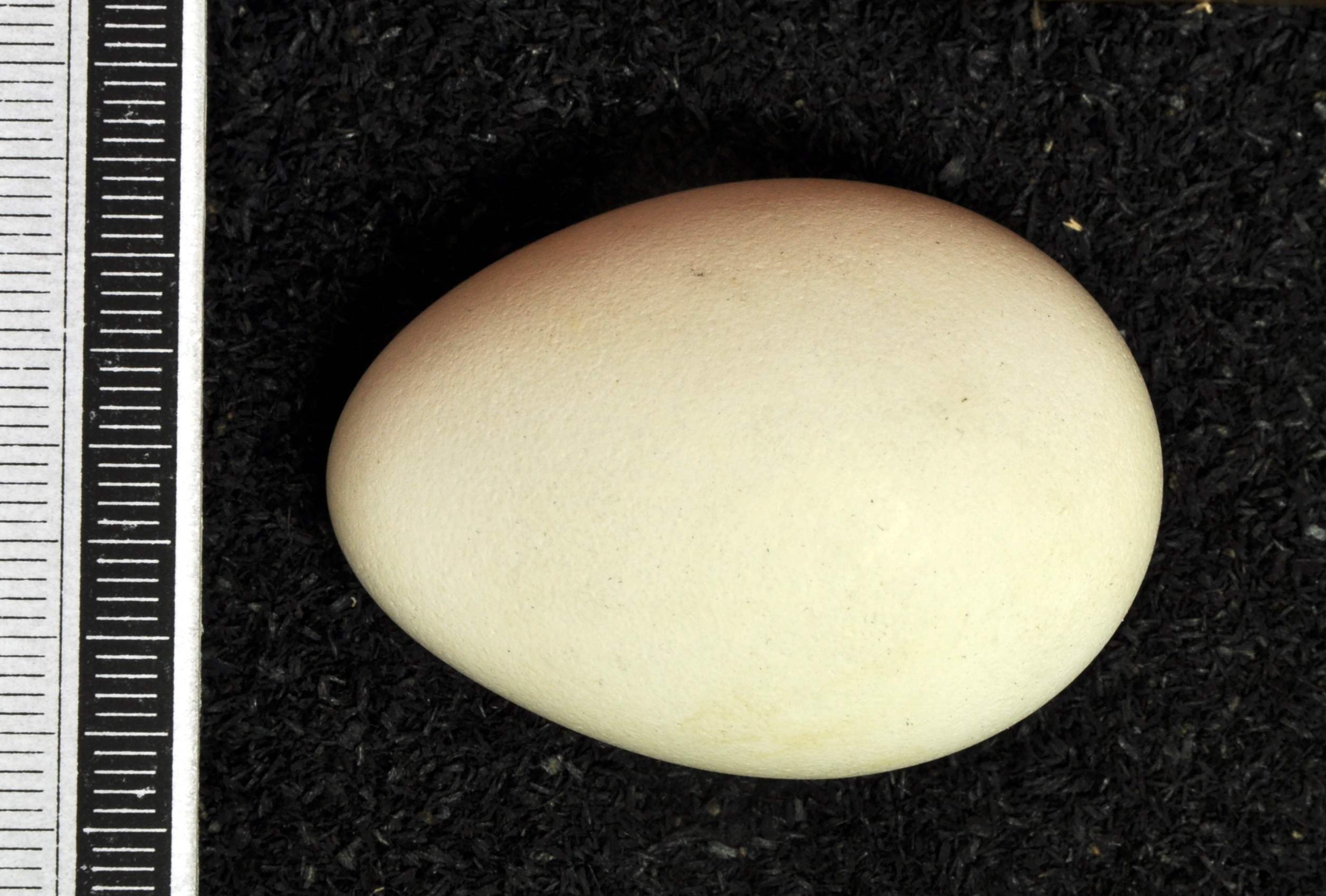
メンフクロウの卵。ドイツ、ヴィースバーデン博物館

熱帯地方に住むメンフクロウはいつでも繁殖可能で、営巣における季節性も一部明らかになっている。雨季と乾季が鮮明な場合、通常だと産卵が乾季に行われ、植物が枯れるにつれてこの鳥にとっては増加したげっ歯類の餌が食べられるようになる。オーストラリアの一部など乾燥した地域では、繁殖は不規則になる場合があり、小型哺乳類の一時的な個体数増加の引き金となる雨期に行う場合もある。温暖気候では、営巣の季節がより歴然となり、産卵が行われない季節が一年のうち幾つかある。ヨーロッパや北米では、気温が上昇していく3月から6月に大半の巣作りが行われる。実際の産卵の日付は年や場所によりまちまちで、巣周辺の豊富な捕食物の生息地の量や、げっ歯類の繁殖サイクルと関連していることも多い。げっ歯類の個体数増加は一般的に現地のメンフクロウが巣作りを始めるきっかけとなる。したがって、環境が良い年にはしばしば2回抱卵が起こる。 
メスは生後10-11カ月齢で繁殖の準備が整うが、オスはたまに翌年まで待つこともある。一般的にメンフクロウは一夫一婦制で、片方の番いが死なない限りは1匹のパートナーに一生添い遂げる。非繁殖期にはねぐらを別々にすることもあるが、繁殖期が近づくと定められた営巣地に戻り、相当な貞操度を見せる。
寒冷な気候、悪天候や冬の食料供給が足りなくなるかもしれない時、彼らは農場の建物や干し草俵の間の納屋をねぐらにすることもあるが、その後選んだ営巣穴がより早い時期に巣作りを行う他の種に取られてしまう危険性もある。単身のオスは、捕食地域を確立して狩猟地域を巡回し、時にはホバリングで停止したり、伴侶を引き寄せるための金切り声を上げるべく小高い場所に止まることがある。番いを失ったにもかかわらずメスが繁殖地を維持している場合、通常だと彼女は新たなパートナーとの契りをどうにか結んだと考えられる
番いのペアがひとたび形成されると、オスは夕暮れ時に営巣地やねぐら地点の周囲を短距離飛行し、その後は行動圏を確立するためにより長い周回飛行を行う。 後に彼がメスと一緒になった時は、飛行中に多くの追跡、回転、ねじれが見られ、頻繁に金切り声（オスのは甲高くて震えるような、メスのは低くて荒々しい鳴き声）が上がる。求愛の後半にオスは夕暮れ時に現れて空高く上昇し、それから一気に雌の傍らに急降下する。 その後、彼は餌捕りを開始する。その間、メスは小高い場所に座って羽繕い(en)をし、自分のためにオスが食物を持って到着する1、2分前に巣に戻る。オスによるこうしたメスへの捕食行為は一般的であり、番いのペア構築を促進し、産卵が始まる前にメスの適応度を向上させている。 

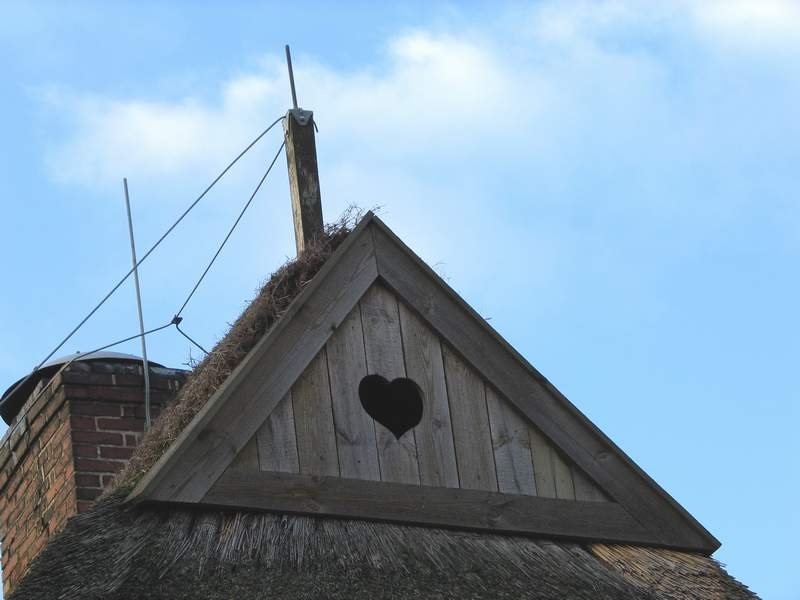
巣作りのためメンフクロウが屋根裏部屋に行けるようにした、フクロウ用の穴。ドイツ北部にて

メンフクロウは空洞に営巣を行う。彼らは、木の穴、崖面の割れ目、シュモクドリなど他の鳥の大きな巣を選び、特にヨーロッパや北米では、農場の小屋や教会の塔のような古い建物を選ぶ。湿気の多い気候では樹木よりも建物が好まれ、厳しい天候から雛鳥をより保護してくれる。森林地帯の中央よりも開けた生息地にある樹木を選ぶ傾向があり、アライグマによる捕食の可能性があることから、北米ではヨーロッパよりも高い位置に巣穴が作られる傾向がある。巣の材料には、卵を孵化させるべくメスが座っている時に彼女の吐き戻したペリット（真の用途ではないが）に含まれる乾燥した毛皮素材を引き入れるため、雛が孵る頃には細切れされたペリットの絨毯で周囲が覆われる。多くの場合、ニシコクマルガラスなど別の鳥が同じ木や建物の穴に巣を作り、メンフクロウと調和して生活している様子も見られる。
産卵を始める前、メスは巣の近くで多くの時間を過ごし、オスによって完全な餌支給が行われる。片や、オスは付近をねぐらにして、必要量を超えるだけの捕食物を貯蔵していく。メスが最大体重に達すると、オスは食物を提示する儀式を行い、巣で交尾が行われる。メスは隔日で産卵し、一度に産む卵の平均は約5個（2-9個の範囲）である。卵は白亜質でやや楕円形、チャボ (鶏)の卵とほぼ同じ大きさで、最初の卵が産まれるやすぐに抱卵が始まる。彼女が巣に座っている間、オスは休むことなく更に多くの食餌支給を持ってきて、メスの横に積み上げることもある。抱卵期間は約30日間で、孵化は連日にわたって起こり、一番若い雛が最年長の兄弟雛よりも数週間若い場合もある。餌の支給が豊富な年には、孵化成功率が約75％に達することもある。オスがメスと交尾をなおも続ける場合、彼が食餌を持って来た時に、それが新たに孵化した雛を負傷させてしまいやすい。

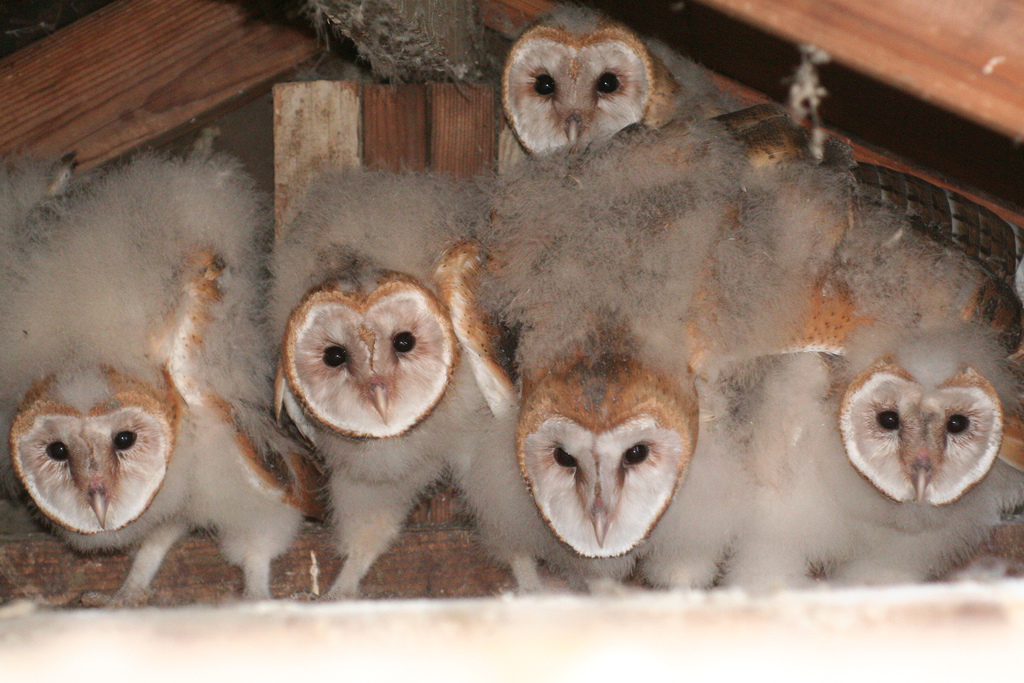
産まれた直後の綿毛（ダウンフェザー）が落ち始めた、巣立ち前の雛

雛は最初は灰色がかった白の綿毛で覆われており、急速に成長する。1週間以内に、彼らは頭を上げて巣の中を歩き回るようになる。メスはオスが持ってきた餌を引き裂いて雛に分け与える。 最初は「さえずり」の声がするが、次第にこれは食物を要求する「がなり声」に変わる。生後2週目で、彼らは既に成鳥体重の半分になり、成長する体を覆うには綿毛の量が不十分で裸のように見える。生後3週目になると羽軸が皮膚を突き抜け始め、雛は立ち上がって翼を高く掲げては尾を揺らしてがなり声を鳴らし、現時点では完全に与えられるだけの餌を要求する。全ての雛が少なくとも生後4週目になるまでオスが食餌の主な提供者となり、その時点でメスは巣を離れるようになり、他の場所をねぐらにし始める。6週目で雛は成鳥と同じ大きさになるが9週目で若干スリムになり、その時が彼らの本当の巣立ちで、自らその巣を簡単に離れるようになる。彼らは約13週目まで親鳥にまだ依存しており、獲物の発見と最終的な捕獲についてはメスから訓練を受ける。

### 換羽
羽毛は時間とともに摩耗していくので、全ての鳥類はある間隔で羽毛を生え変わらせていく（換羽する）必要がある。 メンフクロウは静音飛行と効率的な機動能力に特に依存しており、温帯地域では長期の換羽が2年以上にわたって3段階で続く。メスは抱卵して雛を育てる間に換羽が始まる、その時はオスが彼女に餌を与えてくれるので、さほど飛ぶ必要がない。最初に抜け落ちる初列風切羽は中央の6番で、メスが狩りを再開する時までに完全に再成長する。4,5,7,8の羽は翌年の同じ時期に抜け落ち、成鳥の3年目に1,2,3,9,10の羽が続く。次列風切羽と尾羽は同じ時間尺度で失われて生え変わり、抱卵が行われている間に再び始まる。尾の場合、最初に一番外側の2枚の羽が最初に抜け落ち、中央の2枚の羽が続き、その翌年に他の尾羽が生え変わる。
温帯地域ではオスがメスよりも遅く換羽し、食物が豊富な時期にメスは狩りを再開して雛の要求は少なくなっていく。家族を持たない未交尾のオスは年初めに羽が抜け始めることが多い。換羽はメスのそれと同じく長期パターンに従い、オスが換羽している最初の兆候は、しばしば尾羽がねぐらに抜け落ちた時である。換羽の結果として保温性が損なわれる。これは熱帯地方では何ら重要ではないので、この地のメンフクロウは一般的に毎年換羽する。熱い気候での換羽は長期間にわたって起こる場合もあるが、通常は繁殖期以外の特定時期に集中する。

### 捕食者と寄生虫
メンフクロウの捕食者は、大型のオポッサム属、一般的なアライグマおよび同様の肉食哺乳類、ならびにワシ、大型のタカ、他のフクロウなどである。後者の中でも、アメリカ大陸のアメリカワシミミズクとユーラシア大陸のワシミミズクがメンフクロウの捕食者として有名である。ワシントンにおける研究では現地のアメリカワシミミズクの食餌の10.9％がメンフクロウだったことが判明した。アフリカでは、メンフクロウの主な捕食者はクロワシミミズクとケープワシミミズクである。ヨーロッパでは、ワシミミズクほど危険ではないものの、主要な日中の捕食者にオオタカとノスリ属がいる。10種余りの大型の昼行性猛禽類やフクロウも、似た体格のクーパーハイタカやモリフクロウから巨大なハクトウワシやイヌワシに至るまでが、メンフクロウの捕食者として報告されている。 オオタカとワシミミズクは、これらの鳥が現在受けているより大掛かりな保護のため増加している。
ねぐら場所で邪魔を受けると、怒ったメンフクロウが（威嚇行動で）頭を低くして左右に振ったり前方に伸ばしながら羽をたれ下げ、その間シューッという声を放ったり嘴でカチカチッという騒音を鳴らす。防御姿勢には、地面に平らに横たわったり翼を広げて身をかがめたり等がある。
メンフクロウは様々な寄生虫の宿主である。営巣地にはノミが存在し、外部からはハジラミとハダニの攻撃を受け、これが羽毛の小羽枝を噛み、直接接触により鳥から鳥へと移動する。吸血性のシラミバエがいることも多く、羽毛の間を動き回っている。 内部寄生虫には吸虫綱のStrigea strigis、サナダムシ綱のParuternia candelabraria、寄生的な線形動物が数種、Centrorhynchus属の鉤頭動物などがいる。
これらの腸内寄生虫は、メンフクロウが感染した獲物（寄生虫の中間宿主）を食べた際に入ってしまう。より沢山の大きな斑点があるメス鳥は、外部寄生虫に強い抵抗力があるという兆候が見られる。このことは、より小さいファブリキウス嚢、抗体産生に関連する複数の腺、および雛を攻撃する吸血性のトリチスイコバエ(en)の繁殖力低下と関連があるとされている。

### 寿命

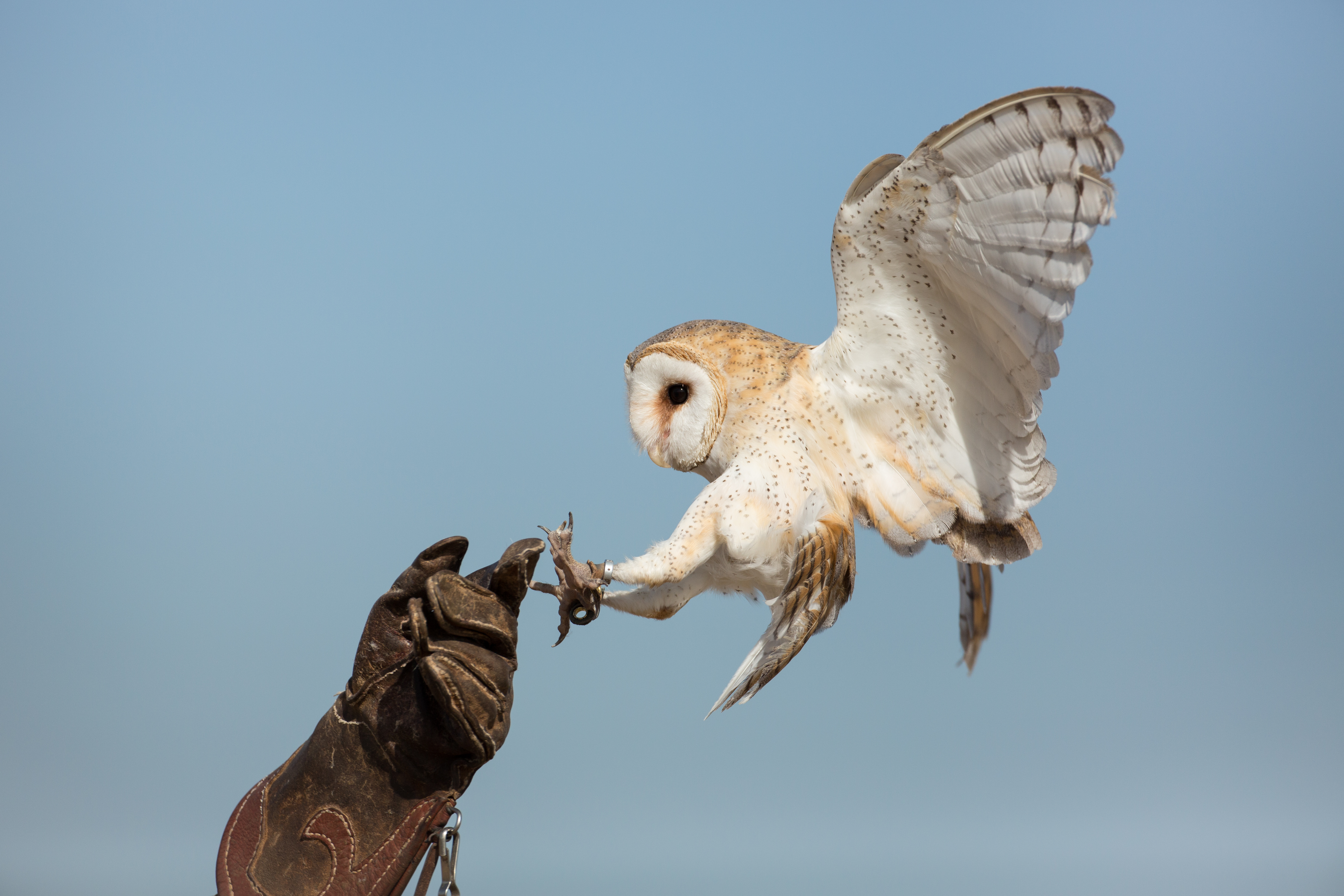
手袋をはめた手に止まるところ。飼育下のメンフクロウはしばしば野生の鳥よりも長生きする。

こうした中型の肉食動物には珍しく、メンフクロウはr選択が見られ、成長率の高い子孫を多数産むものの、その多くが成鳥まで生き残る可能性は比較的低い。そのため野生のメンフクロウは明らかに短命であるが、実際的な寿命ははるかに長くて、飼育下の個体は20歳以上に達する場合もある。しかし時には、野鳥が高齢になることもある。野生メンフクロウのアメリカの記録年齢は11歳半だが、オランダの鳥は17歳10ヶ月に達したことが記録されている。イギリスで飼育した別のメンフクロウは、25歳以上生きていた。ただ、こうした非常に長寿命の個体を考慮しても、メンフクロウの平均寿命は約4年であり、統計的に全成鳥の2/3から3/4が1年ないし次の年まで生存する。とはいえ死亡率は鳥の生涯を通じて均等ではなく、若鳥の1/3だけが何とか最初の繁殖の試みまで生き延びられる。
温帯地域における最も重要な死因は餓死である可能性が高く、特に生後1年目の鳥がまだ狩猟能力を磨いている秋から冬にかけて見られる。老鳥の死亡率については、北部と高地で悪天候や深い雪、長期にわたる低温との間に相関関係が若干見られる。道路を走る車両との衝突がもう1つの死亡原因であり、鳥が道べりで餌漁りする際に生じる可能性がある。一部地域では道路の死亡率が特に高くなることがあり、日々の年間平均通行量の高さ、草が生えた道路脇の縁、小型哺乳類の豊富さが衝突率の高さに影響する。歴史的には、殺虫剤の使用によって多くの死が起こっており、これは世界の一部地域では今もまだその可能性がある。 特に地中海地域では、電力線との衝突で一部のメンフクロウが死んでおり、その他には射撃によって殺されたりもしている。

## 地位と保全

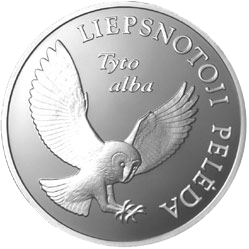
リトアニアの5リタス銀貨に刻印されたメンフクロウ（2002年）

メンフクロウは生息域のほぼあらゆる場所で比較的よく見られ、世界的な絶滅の脅威に晒されているとは考えられていない。世界的な単一の種で考慮する場合、 タカ科やハヤブサ科など全ての猛禽類の中でメンフクロウはハヤブサにだけは及ばないものの2番目に広く生息分布しており 、また全世界の様々な場所にいるミサゴよりも広範囲（恐らく陸鳥の中でも同じく2番目に広い自然分布）である。しかも、メンフクロウは全ての猛禽類の中で個体数が最も多い可能性が高く、国際自然保護連合の推定では全てのメンフクロウの個体数は最大で約1000万羽にまで及ぶ可能性がある。しかしながら、20世紀半ばの有機塩素化合物（DDTなど）や20世紀後半の殺鼠剤での中毒に起因する深刻な局所的減少が、特にヨーロッパと北米で一部の個体数に影響を及ぼしている。農作業の拡大強化は多くの場合、餌漁りに最適な生息地となる荒れた草原が失われることを意味する。
メンフクロウは多産育成種で短期間の個体数減少から回復することも可能だが、一部地域では以前ほど一般的ではなくなっている。1995年から1997年の調査では、ヨーロッパ全体で平均約15万組のうち英国では3,000から5,000組の間となった。米国では中西部の7州 でメンフクロウが絶滅危惧種としてリスト掲載されており、欧州共同体ではヨーロッパの懸念種である 。

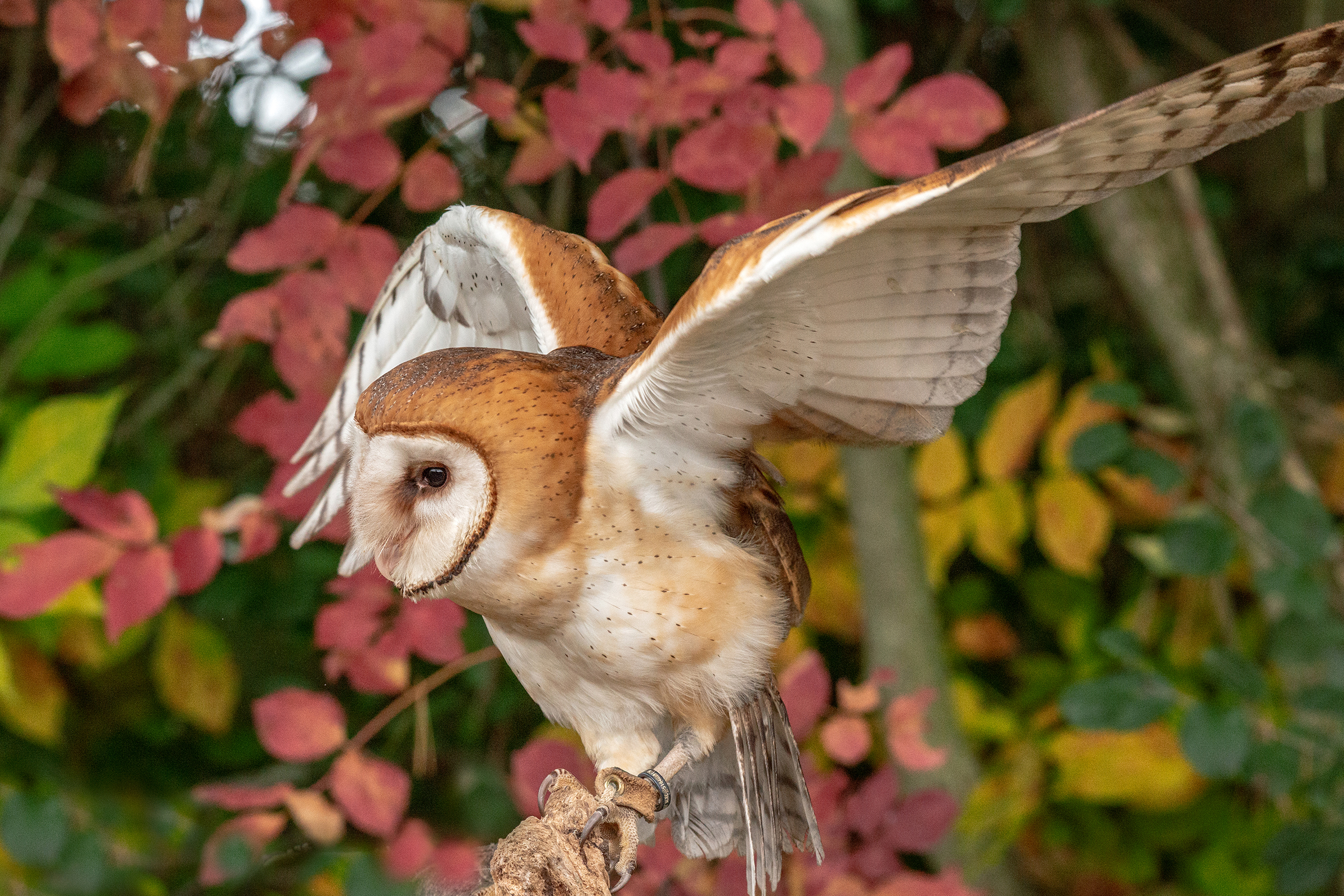
オンタリオ州のエリー湖近くで飼育されているメンフクロウ。同州ではこの種が非常に希少になっている

カナダでは、メンフクロウがもはや一般的ではなく、バンクーバー南部のブリティッシュコロンビア州沿岸で見つかる可能性が最も高いが 、オンタリオ州南部の以前の生息地では非常に稀になった。オンタリオ州では特に2007年から2010年に回復戦略をしたものの、2018年に州内に生息する繁殖した野生のメンフクロウは数えられる程度のみである 。これは過去に鳥が狩りをしていた草原が無くなったことが主な原因だが、研究によると「厳冬、捕食関係、道路死亡率、殺鼠剤の使用」もまた原因だと言う。 生息地の喪失と営巣地の不足により、この種はカナダ全体で絶滅危惧種としてリスト掲載されている。
ランサローテ島では、これらの鳥がまだ幾分か大量に存在しているようだが、特定の亜種は非常に稀となっており、恐らく300羽以下ないし200羽以下の個体が残っている。 同様に、一般的に固有の亜種とされているカナリア諸島西部のメンフクロウはかなり減少しており、ここでは理不尽な破壊が今でも深刻だと見られている。テネリフェ島では比較的数が多いように見えるが、他の島ではフェルテベントゥラ島と同じくらい厳しい状況だと考えられている。指定亜種の分別によると、これはスペイン本土においては一般的で、カナリア諸島西部の個体群は絶滅危惧種として分類されてはいない。カナリアメンフクロウは特に危機に瀕しており、1975年には現地の乱獲によってフェルテベントゥラ島の個体数が数十組しか残らないほどになっていた。
一部地域では、メンフクロウの数が増えていかない要因が適切な営巣地不足という可能性もある。巣箱は、自然なげっ歯目の抑制という用途で農民と土地所有者にそれらの設置を働きかける自然保護活動家の間で人気が高い。

### 文化的側面
英語圏では「悪魔のフクロウ」「死のフクロウ」「幽霊のフクロウ」などの俗称があり、これは伝統的に各地の農民がメンフクロウを不吉の前兆と見なしていたことを示している。例えば、メキシコに住むツェルタル語を話す人々はメンフクロウを「病気をもたらす者」とみなしている。これらのフクロウは「ホーホー」と鳴かずに、耳障りな金切り声やシューという音を発し、また頭上を飛ぶときに見える白い顔と下腹部の羽毛が「幽霊のように」見えたりする。その結果、メンフクロウがもたらす便益を知らない農民から迫害されることも多かった。メンフクロウへの否定的な感情は、彼らがニワトリやネコなどの大きな動物まで食べているという間違った思い込みにも起因しているという。

## 巣箱

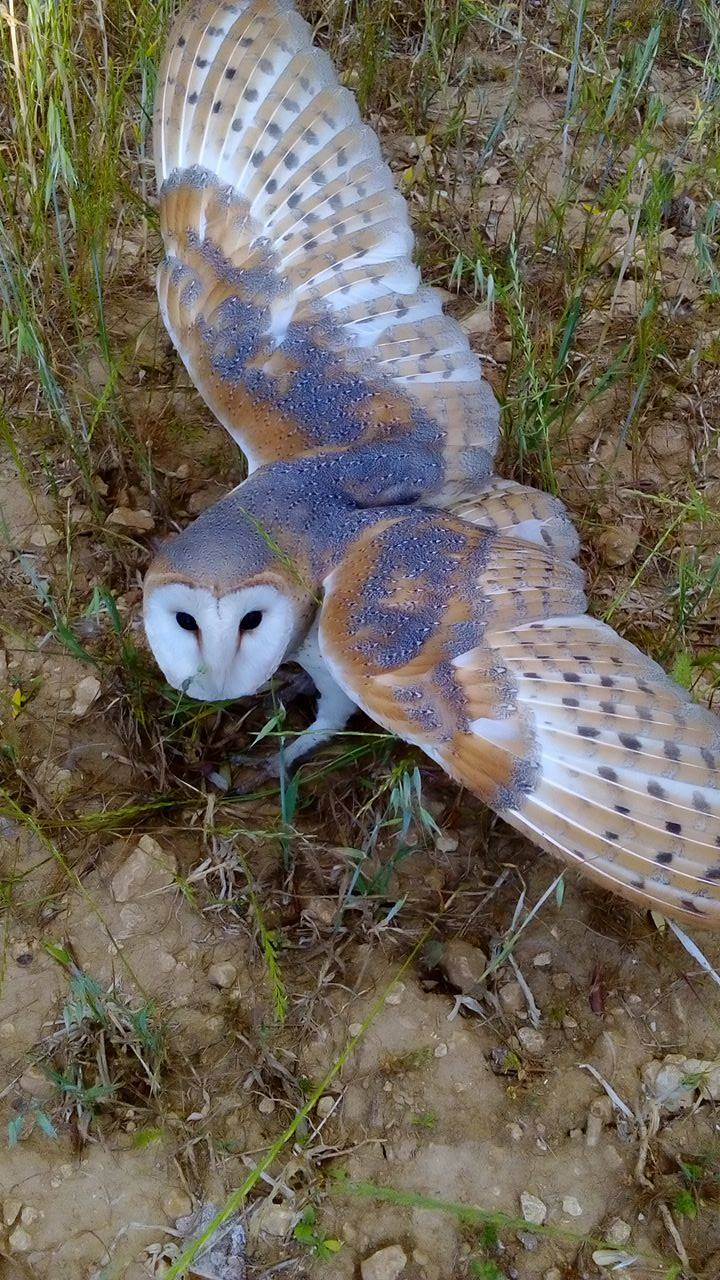
アイノス山にいるメンフクロウ（ギリシャのケファロニア島）

建物の軒下や他の場所に巣箱を設置することは、現地個体群の増加に非常に効果的なものとなりうる。番いのメンフクロウの上限数は食物や営巣地によって設定される。巣箱は主に個体数が減少している場合に使用されるが、これらには多くの理由があり、その中に自然な場所の可用性がある。自然保護活動家達の間における初期の成功がこの手法の広い適用につながり、これが個体数管理で最も使用される形式になった。メンフクロウは提供された巣箱を受け入れ、自然な場所が利用できる場合は、そちら側をより好むことが度々ある。 

### 監視
巣箱は動物の監視装置とみなすことも可能である。動物の監視は新たな科学的発見および産業分野の発見につながる。メンフクロウの食餌は研究されている一方、繁殖成功などの他分野はあまり知られていない。 巣箱は繁殖場所への直接的な物理的アクセスを提供する。
スイスでは、研究グループが巣箱の入り口にRFIDタグ読み取り機を設置し、巣箱から巣箱へのメンフクロウの動きを追跡できるよう目指している。繁殖前のフクロウの行動に関する情報は、この監視を使って取得できるようになった。
イギリスでは、「メンフクロウの巣箱計画」がWorld Owl Trustによって推進されており 、巣箱内にウェブカメラを設置したサマセットほか現地には多くの参加者がいる。米国カリフォルニア州にあるメンフクロウの巣箱をライブ動画配信するウェブカメラは、オンラインでその人気を証明している。
他の研究道具としては、メンフクロウに取り付けたGPS追跡ユニットを使って、フクロウの正確な位置追跡を可能にするものもある。

### げっ歯目抑制の代替法
幾つかのプロジェクトにおいて、生物学的な害虫駆除のための殺鼠剤の使用が巣箱の設置に置き換えられた。巣箱の使用は、殺鼠剤による従来の抑制よりも低コストであることが示されている。
イスラエルでは、1983年にSde Eliyahuというキブツにて鼠害駆除を目的とした最初の使用があった。そこでは農薬が地元住民の健康被害になりつつあった。地元の農家は農薬に拠らない代替手段を探して、巣箱を設置するという手法を発見した。2012年5月には、イスラエルとヨルダンの農業従事者が「メンフクロウ計画」と呼ばれる10年間にも及ぶ共同保全事業で、農薬をメンフクロウに置き換えたことが明らかとなった。
マレーシアでは、アブラヤシのプランテーションのために熱帯雨林の大部分が伐採され、繁殖用の木の空洞がほとんど無くなり、げっ歯類の鼠害を抑制する能力を持つメンフクロウの個体数が減少した。 試験で200個の巣箱を提供するとほぼ100％が占有され、この計画が拡大するにつれて、プランテーションが世界で最も密度の高いメンフクロウ個体群の一つの形成を後押しした。同じく巣箱を設けることで、げっ歯類が作物に大きな損害を与えるマレーシアの稲作地域においてメンフクロウの数が増加した。 
1950年代、セーシェル諸島では鼠害対策のためアフリカからメンフクロウを移入したが、島内固有の生物種に悪影響が及んだ。12年で島内からシロアジサシが消滅し、セーシェルルリバトの個体数が減少。絶滅危惧種のセーシェルチョウゲンボウやセーシェルコノハズクとも生息域が競合することがわかり、一転して駆除の対象になった。
ただし、これらいずれの例でもメンフクロウの数が増えたとはいえ、以前に行なっていた餌罠での捕獲に比べて今回のネズミの生物学的抑制がどれほど効果的であるのかは不明である。